# Horaga permagna
Horaga permagna är en fjärilsart som beskrevs av Hans Fruhstorfer 1912. Horaga permagna ingår i släktet Horaga och familjen juvelvingar. Inga underarter finns listade i Catalogue of Life.